# اولاد احمد تیمی
اولاد احمد تیمی (به عربی: أولاد أحمد تیمی) یک شهرداری در الجزایر است که در استان ادرار واقع شده‌است. اولاد احمد تیمی ۱۳٬۵۴۷ نفر جمعیت دارد و ۲۲۹ متر بالاتر از سطح دریا واقع شده‌است.